# Hemibagrus filamentus
Hemibagrus filamentus és una espècie de peix de la família dels bàgrids i de l'ordre dels siluriformes.

## Morfologia
Els mascles poden assolir els 50 cm de longitud total.

## Distribució geogràfica
Es troba a la conca del Mekong a Laos, Tailàndia, Cambodja i el Vietnam. També és present a les conques dels rius Chao Phraya i Maeklong.